# 미카엘 포르셀
미카엘 카이 포르셀(스웨덴어: Mikael Kaj Forssell, 1981년 3월 15일 ~ )은 핀란드의 전직 축구 선수로 선수 시절 포지션은 스트라이커이다.

## 클럽 경력
1997년 HJK 헬싱키에서 선수 생활을 시작했다. 1998년에는 잉글랜드의 첼시로 이적했지만 잉글랜드의 크리스털 팰리스, 독일의 보루시아 묀헨글라트바흐로 임대되기도 했다. 2005년에 잉글랜드의 버밍엄 시티로 이적했지만 잦은 부상에 시달렸고 2008년에 독일의 하노버 96으로 자유 이적하게 된다.
2011년에는 잉글랜드의 리즈 유나이티드로 이적했지만 부상과 컨디션 악화에 시달렸고 2012년에 HJK 헬싱키로 복귀하게 된다. 2014년부터 2015년까지 독일의 VfL 보훔 소속으로 뛰었지만 2016년에 HJK 헬싱키로 복귀했다. 2017년부터 2018년에 은퇴할 때까지 HIFK 포트볼 소속으로 뛰었다.

## 국가대표팀 경력
1999년부터 2014년까지 핀란드 축구 국가대표팀에서 87경기에 출전했으며 29골을 기록했다. 이 기록은 핀란드 축구 국가대표팀 역사상 6번째로 많은 출전 기록, 2번째로 많은 득점 기록이다.

## 수상

### 클럽
- HJK 헬싱키: 베이카우스리가 2회 우승 (1997, 2013), 핀란드컵 1회 우승 (1998), 핀란드 리그컵 1회 우승 (1998)

### 개인
- 2004년 3월 프리미어리그 이달의 선수상 수상